# Landwirtschaft in Flandern

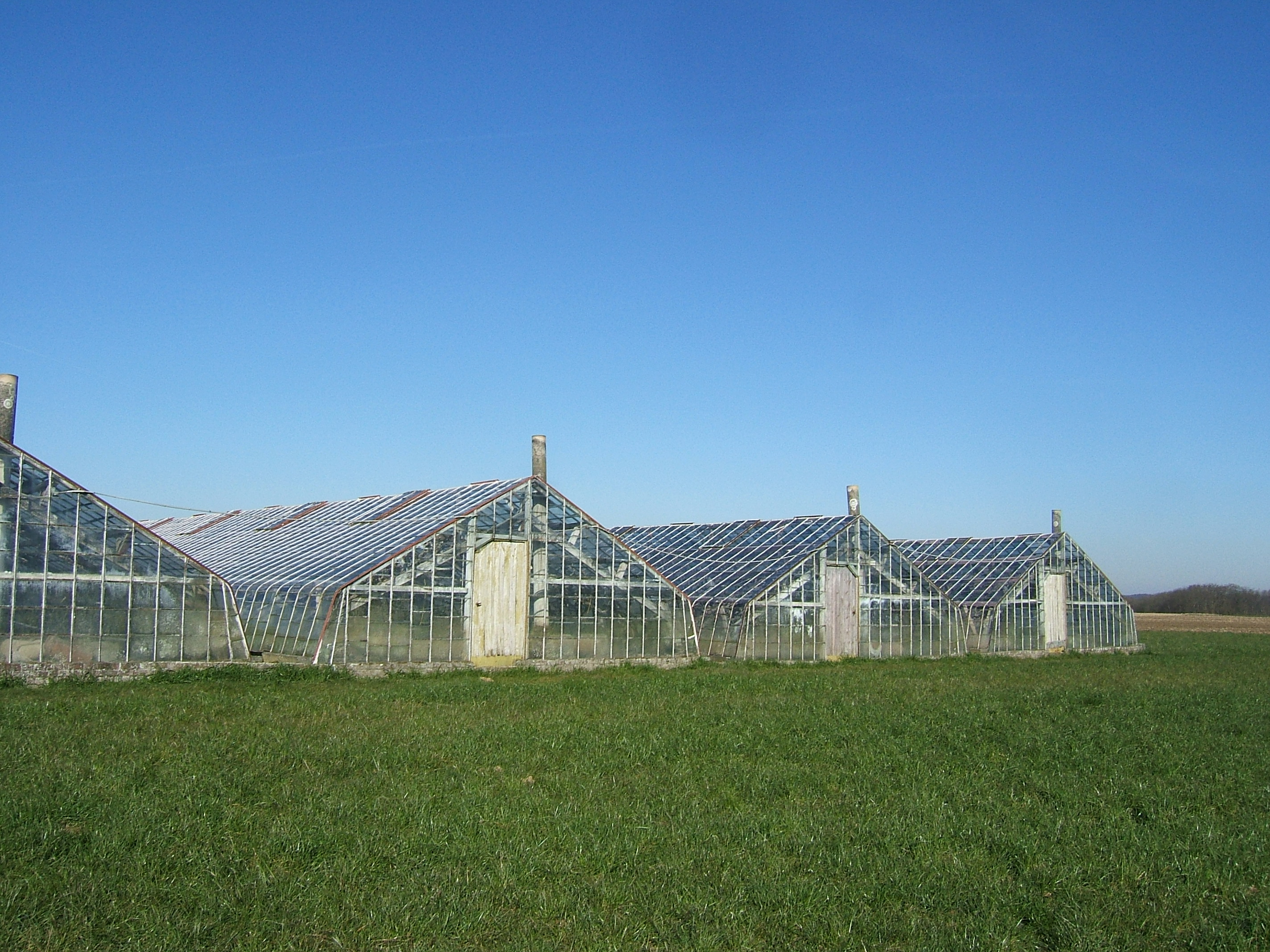
Gewächshäuser für Weintrauben in Flämisch-Brabant

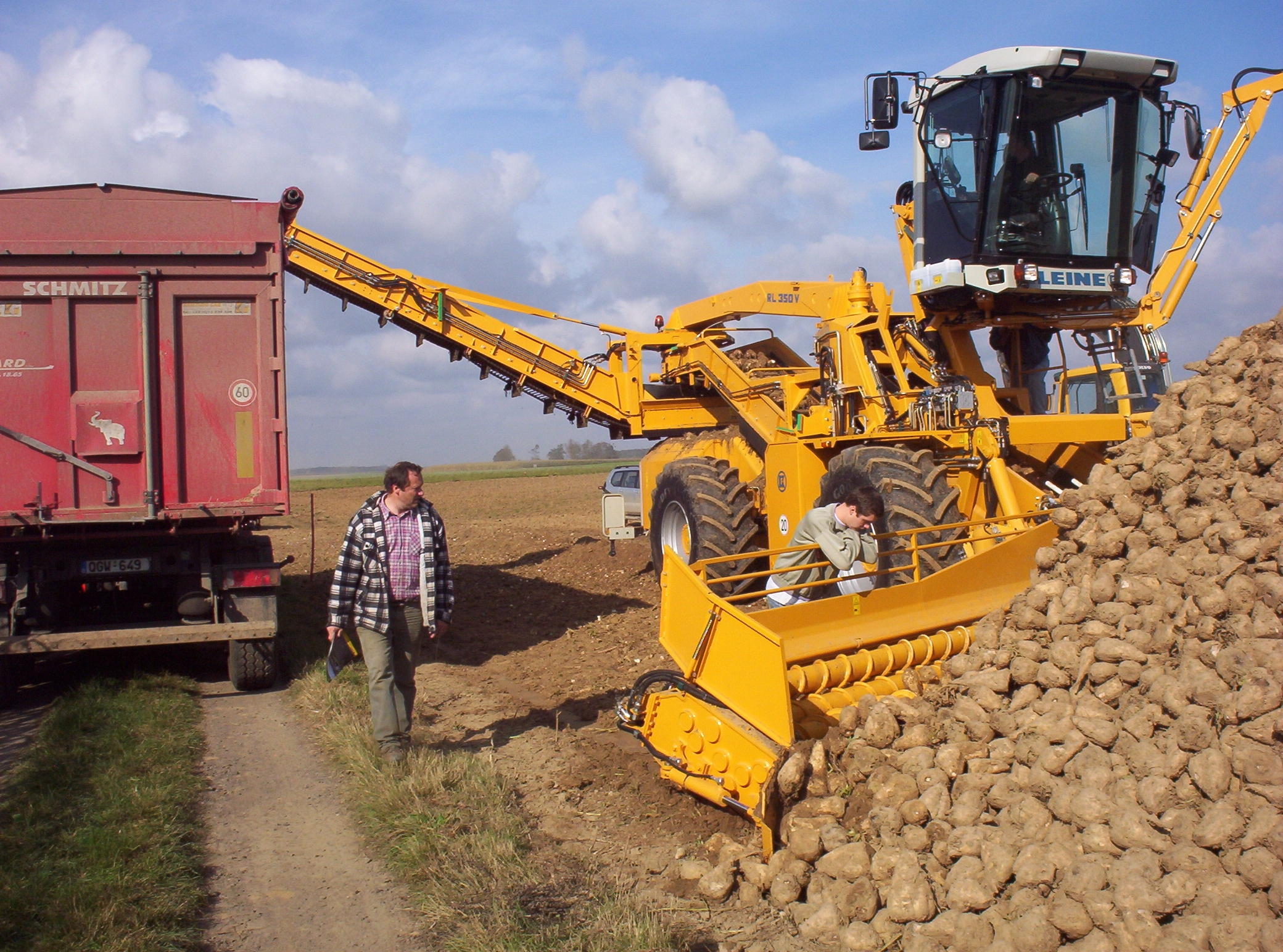
Ernte von Zuckerrüben nahe Tienen

In Landwirtschaft und Gartenbau in Flandern besteht zwar traditionell eine enge Bindung von Familie und Betrieb, aber ebenso wie in anderen Regionen wird die Landwirtschaft heutzutage in zunehmendem Maße durch Vergrößerung, Modernisierung und Ausweitung gekennzeichnet. Intensive Sektoren machen in Flandern den größten Teil der Landwirtschaft aus: Schweine-, Geflügel- und Milchviehhaltung, Obst und Gemüse, Zierpflanzenzucht. Im französischsprachigen Teil Belgiens, Wallonien, liegt der Schwerpunkt auf Ackerbau und extensiver bodengebundener Tierhaltung.

## Wirtschaftliche Bedeutung
Die Landwirtschaft verliert für die flämische Wirtschaft als eine Quelle der Beschäftigung und der Wertschöpfung an Bedeutung, allerdings bildet sie weiterhin eine wesentliche Grundlage für den ländlichen Raum. Die Bruttowertschöpfung des primären Sektors (einschließlich Jagd, Forstwirtschaft und Fischerei) hatte 2008 einen Anteil von 0,8 % an der gesamten flämischen Wertschöpfung.
Der Endproduktionswert des verkaufsaktiven flämischen Landwirtschafts- und Gartenbausektors wurde 2010 auf 5,1 Milliarden Euro geschätzt. Das ist eine Steigerung von 11 % im Vergleich zu 2009 und die höchste Zahl in den letzten zehn Jahren. Von dem gesamten Produktionswert entfielen 57 % auf die Tierhaltung, 31 % auf den Gartenbau und 12 % auf den Ackerbau. Die fünf wichtigsten landwirtschaftlichen Erzeugnisse sind Schweinefleisch (1,3 Milliarden Euro), Gemüse (720 Millionen Euro), Milcherzeugnisse (630 Millionen Euro), Rindfleisch (590 Millionen Euro) und Zierpflanzenerzeugnisse (530 Millionen Euro).
56.575 Personen waren 2010 regelmäßig in der Landwirtschaft und im Gartenbau beschäftigt. Seit 2000 nimmt die Zahl der Beschäftigten durchschnittlich um rund 3 % pro Jahr ab. Da es in der Landwirtschaft sehr viele unregelmäßig beschäftigte Personen gibt, wie etwa Saisonarbeiter und Lohnarbeiter, wird diese Zahl in Vollzeitarbeitskräfte umgerechnet. Der flämische Landwirtschafts- und Gartenbausektor beschäftigt 44.058 Vollzeitarbeitskräfte. Davon arbeiten 33 % in spezialisierten Gartenbaubetrieben, 18 % in gemischten Betrieben und 13 % in Milchbetrieben.

## Strukturelle Aspekte
2010 gab es in Flandern 28.331 landwirtschaftliche Betriebe. In den letzten zehn Jahren ist die Zahl der Betriebe um etwa 30 % gesunken. Dies entspricht einer Abnahme von 3,6 % pro Jahr. Gleichzeitig nahm die Größenordnung zu. Im Vergleich zu 2000 ist die durchschnittliche landwirtschaftliche Fläche mit 40 % auf 21,8 ha gestiegen. 86 % der landwirtschaftlichen Betriebe haben sich auf eine Produktionsrichtung spezialisiert. Viehhaltung ist mit 52 % die bei weitem bedeutendste Spezialisierung.
Auch der Viehbestand ist rückläufig. 2010 gab es in Flandern rund 1,3 Millionen Rinder, 6,0 Millionen Schweine und 29,1 Millionen Geflügeltiere. Das sind zwischen 15 % und 20 % weniger als vor zehn Jahren. Die landwirtschaftliche Fläche ist in den letzten zehn Jahren ziemlich stabil geblieben (−3 %). 46 % der Fläche in Flandern bzw. 617.000 ha werden von der Landwirtschaft und vom Gartenbau genutzt. Weiden, Grasland und Futteranbau nehmen 60 % der Fläche ein, was auf die Bedeutung der Rindviehhaltung in Flandern hinweist.
Die ökologische Landwirtschaft nahm in Flandern 2010 eine Fläche von 3.822 ha ein, dies entspricht 0,6 % der gesamten landwirtschaftlichen Fläche. Die Zahl der ökologischen Betriebe beträgt 256, d. h. eine Nettozunahme von 14 Betrieben im Vergleich zu 2009. In den letzten Jahren haben die Fläche sowie die Zahl der Betriebe stetig zugenommen, wobei auch der Strategische Aktionsplan Ökologische Landwirtschaft 2008–2012 eine Rolle spielte.

## Regionale Verteilung
Die Bedeutung der Landwirtschaft in Flandern ist regional abhängig. Eine landwirtschaftliche Klassifikationskarte zeigt das Ergebnis einer Klassifikation von Gemeinden mit einer vergleichbaren landwirtschaftlichen Tätigkeit. Hier sind die typischen Regionen zu erkennen: Obst in der Gegend von Sint-Truiden sowie Gemüse um Sint-Katelijne-Waver, Roeselare und Hoogstraten. Zierpflanzen werden bei Gent angepflanzt. Die Schweinehaltung ist in Westflandern, im Meetjesland (Gegend von Eeklo), im Waasland (Gegend von Sint-Niklaas) und in De Kempen zu Hause. Milchkühe sind in den Flämischen Ardennen (Gegend von Oudenaarde) sowie im Pajottenland (Gegend von Dilbeek) und in Verbindung mit der Veredelung in den Kempen wichtig. Rindvieh kommt vor allem in der Region Brügge, dem Süden von West- und Ostflandern und in Verbindung mit Ackerbau in Flämisch-Brabant und Südlimburg vor.
Die Erklärung für diese Unterschiede ist auf die Geschichte sowie auf bodenphysikalische Faktoren zurückzuführen. Die Veredelungsbetriebe haben sich in der unmittelbaren Nähe der Futtermittelindustrie und der Schlachthöfe niedergelassen. Der Obst- und Gemüseanbau konzentriert sich in der Nähe der Versteigerungsmärkte und der nachgeordneten Industrie. Ackerbau findet vor allem auf den reichen Böden statt und Viehhaltung auf ärmeren Böden.

## Landwirtschaft und Umwelt
Die Ökoeffizienz der flämischen Landwirtschaft nimmt seit 2000 zu, denn der Einsatz von chemischen Schädlingsbekämpfungsmitteln und Nährstoffen sowie die Treibhausgas- und Feinstaubemissionen verzeichnen einen Abwärtstrend. Lediglich die Anfälligkeit für Erosion hat zugenommen. Die zunehmende Größenordnung der Betriebe sowie der sinkende Viehbestand haben zu einer Reduzierung der Emissionen beigetragen.
Die Landwirtschaft verbrauchte 2008 etwa 48 Millionen m³ Wasser. Das ist etwas mehr als 2007, jedoch weniger als 2005 und 2006. Bei diesem Wasser handelt es sich um 40 % tiefes Grundwasser und etwas mehr als ein Viertel Regenwasser. Der gesamte Energieverbrauch der Landwirtschaft betrug 2008 26 Petajoule (PJ). Das ist weniger als 2007. Erdöl ist weiterhin der wichtigste Energieträger, aber es gibt eine klare Umstellung auf Erdgas. Darüber hinaus ist Energie aus Kraft-Wärme-Kopplung auf dem Vormarsch. Der Unterglasanbau ist der größte Verbraucher von Wasser und Energie.
2008 betrug die Gesamtemission der Treibhausgase Methan (CH4), Distickstoffmonoxid (N2O) und Kohlenstoffdioxid (CO2) aus der Landwirtschaft 8.385 Kilotonnen CO2-Äquivalent. Das ist eine Verringerung um 18 % im Vergleich zu 1990. Allerdings entfallen 11 % der gesamten Treibhausgasemissionen noch immer auf die Landwirtschaft, denn 56 % der N2O-Emission und 76 % der CH4-Emission stammen nicht aus der Landwirtschaft. Der Ausstoß von Methan ist vor allem auf die Verdauungsvorgänge der Tiere in der Viehhaltung zurückzuführen.

## Agrarpolitik
Entwicklungen auf internationaler Ebene haben eine Auswirkung auf die Landwirtschaft in Flandern und Europa: die wachsende Weltbevölkerung, der Klimawandel, die Erschöpfung der fossilen Brennstoffe und der nicht erneuerbaren Rohstoffe, die Preisschwankungen bei den Nahrungsmitteln sowie der Umgang mit genetisch veränderten Organismen (GVO). Der Agrarsektor wird auch in Zukunft mit einer weiteren Liberalisierung des Welthandels und einer Globalisierung der Nahrungsketten konfrontiert werden. Die vor kurzem eingeführte Strategie Europa 2020 und der künftige mehrjährige Finanzrahmen schaffen einen Kontext, in dem die Gemeinsame Agrarpolitik nach 2013 ihre grundlegende Bedeutung belegen und sich bewegen soll.
In Flandern haben 2009 23.500 Landwirte fast 269 Millionen Euro an Direktbeihilfen erhalten. Das sind durchschnittlich 11.450 Euro pro Betrieb. Davon fielen 233 Millionen Euro auf Zahlungsansprüche. Die Mutterkuhprämie machte 29,1 Millionen Euro aus und die Schlachtprämie Kälber 5,7 Millionen Euro. Die Direktbeihilfen nahmen 2008 durchschnittlich einen Anteil von 5 % der Erträge und 25 % des Betriebseinkommens in der Landwirtschaft und im Gartenbau ein. Die Milchviehhaltung machte mit 27 % den größten Anteil an den Direktbeihilfen aus, gefolgt vom Fleischvieh mit 18 % und gemischtem Rindvieh mit 11 %.
Für das Programm für die Entwicklung des ländlichen Raums wurden in Flandern 2009 102 Millionen Euro von den Behörden bereitgestellt. Auf Investitionen mit einem positiven Beitrag für die Umwelt entfielen 26,6 Millionen Euro. Davon ging der größte Teil an Kraft-Wärme-Kopplungsanlagen (KWK), Solarzellen und solare Warmwasserbereitungsanlagen und Schweineställe mit geringen Ammoniakemissionen. 2008 machte die Unterstützung für die Entwicklung des ländlichen Raums 2 % der Erträge und 9 % des Betriebseinkommens aus. Der Gartenbau hatte lediglich einen Anteil von 21 % und stand damit besser da als die Schweinezucht- und Milchviehbetriebe.

## Soziale Aspekte
Das durchschnittliche Alter von Betriebsleitern von landwirtschaftlichen Betrieben ist von 46,5 Jahren im Jahre 2000 auf 50 Jahre 2010 gestiegen. Der größte Anteil der Betriebsleiter – ein Fünftel – ist zwischen 45 und 50 Jahre alt. Die mittlere Gruppe und die Gruppe der 65-Jährigen und älter nimmt zu. Die Nachfolge ist vor allem ein Problem für die kleineren Betriebe.
Das Ausbildungsniveau der flämischen Betriebsleiter ist in den letzten Jahrzehnten ständig gestiegen. 1959 verfügten 95 % der Betriebsleiter lediglich über praktische Erfahrungen, 2010 52 %. Vor allem kleine Betriebe werden heute von Betriebsleitern mit nur praktischen Erfahrungen geleitet. Je größer die Betriebe, umso mehr Betriebsleiter mit einem höheren Bildungsabschluss. Von den Berufsanfängern verfügten 2010 28 % über einen höheren, 68 % über einen mittleren und 4 % über einen niedrigen Bildungsabschluss.
Armut ist in ländlichen Räumen eine Tatsache. Die Zahl der Landwirte in Not, die sich an VZW Boeren op een Kruispunt (Landwirte an einer Kreuzung) wenden, ist seit der Gründung 2007 jährlich gestiegen, bis die Zahl 2010 erneut zurückging. Es handelt sich um 200 Anmeldungen, vor allem aus West- (82) und Ostflandern (47).

## Das System des Agrobusiness
Der Agrarsektor steht nicht allein, sondern ist Teil eines umfassenden Systems des Agrobusiness bzw. der gesamten Agrar- und Ernährungswirtschaft. Neben der Landwirtschaft und dem Gartenbau spielen vor allem die agrarische Zulieferung, die Lebensmittelindustrie sowie der Handel eine wichtige Rolle. Die Tendenz ist, dass eine immer geringere Zahl von Betrieben immer mehr Umsatz und Wertschöpfung erzeugt. Das Gesamtsystem des Agrobusiness in Flandern zählt laut den neuesten vorliegenden Zahlen 42.600 mehrwertsteuerpflichtige Betriebe und erzielt einen Umsatz von 51,7 Milliarden Euro und eine Wertschöpfung von 6,3 Milliarden Euro. Der Umsatz ist seit 2000 um ein Viertel gestiegen. Die Beschäftigung beträgt 104.000 Arbeitnehmer. Die Lebensmittelindustrie sorgt für mehr als die Hälfte der Wertschöpfung und der Beschäftigung.
Der gesamte belgische Handel mit landwirtschaftlichen Erzeugnissen verbuchte 2009 einen Handelsüberschuss. Die Ausfuhr beläuft sich auf 30 Milliarden Euro, während die Einfuhr 27 Milliarden Euro beträgt. Sowohl die Ein- als auch die Ausfuhr weist einen Rückgang im Vergleich zu 2008 auf. Auch der Handelsüberschuss ist 2009 um 4 % auf 3,4 Milliarden Euro gesunken. Der Anteil der Ausfuhr von landwirtschaftlichen Erzeugnissen am gesamten belgischen Export betrug 12 %. Auffällig ist, dass der Agrarsektor etwa ein Viertel des belgischen Handelsüberschusses bildet. Der Handelsüberschuss ist vor allem auf tierische Erzeugnisse, wie Schweinefleisch, und Erzeugnisse der Ernährungswirtschaft (landwirtschaftliches Material, Düngemittel und Schädlingsbekämpfungsmittel) zurückzuführen. Bei den Gartenbauprodukten fällt der Export von tiefgefrorenem Gemüse auf.

## Geschichte
Exponate zur Geschichte der traditionellen flämischen Landwirtschaft und zu dort früher starken Sonderkulturen wie Flachsanbau, Zichorie und Hopfen sind im Écomusée du Bommelaers-Wall in Ghyvelde ausgestellt.